# Zespół przyrodniczo-krajobrazowy „Parki Złoczewskie”
Zespół Przyrodniczo-Krajobrazowy „Parki Złoczewskie” – zespół przyrodniczo-krajobrazowy ustanowiony w 2004 roku na powierzchni całkowitej 4,04 ha.

## Charakterystyka
Obszar ten leży w województwie łódzkim w powiecie sieradzkim w granicach administracyjnych miasta Złoczew, w zasięgu nadleśnictwa Złoczew (RDLP w Łodzi).
Zespół ustanowiony jest celem ochrony walorów przyrodniczych znajdującego się w Złoczewie parku. Złożenie parkowe pochodzi z przełomu XVIII i XIX wieku i jest przykładem prowincjonalnego miejskiego ogrodu przypałacowego, o układzie kwaterowym. 
Na terenie parku znajduje się 9 drzew będących pomnikami przyrody: osiem okazów wiązów i pojedynczy jesion.